# Teplitzer Hütte

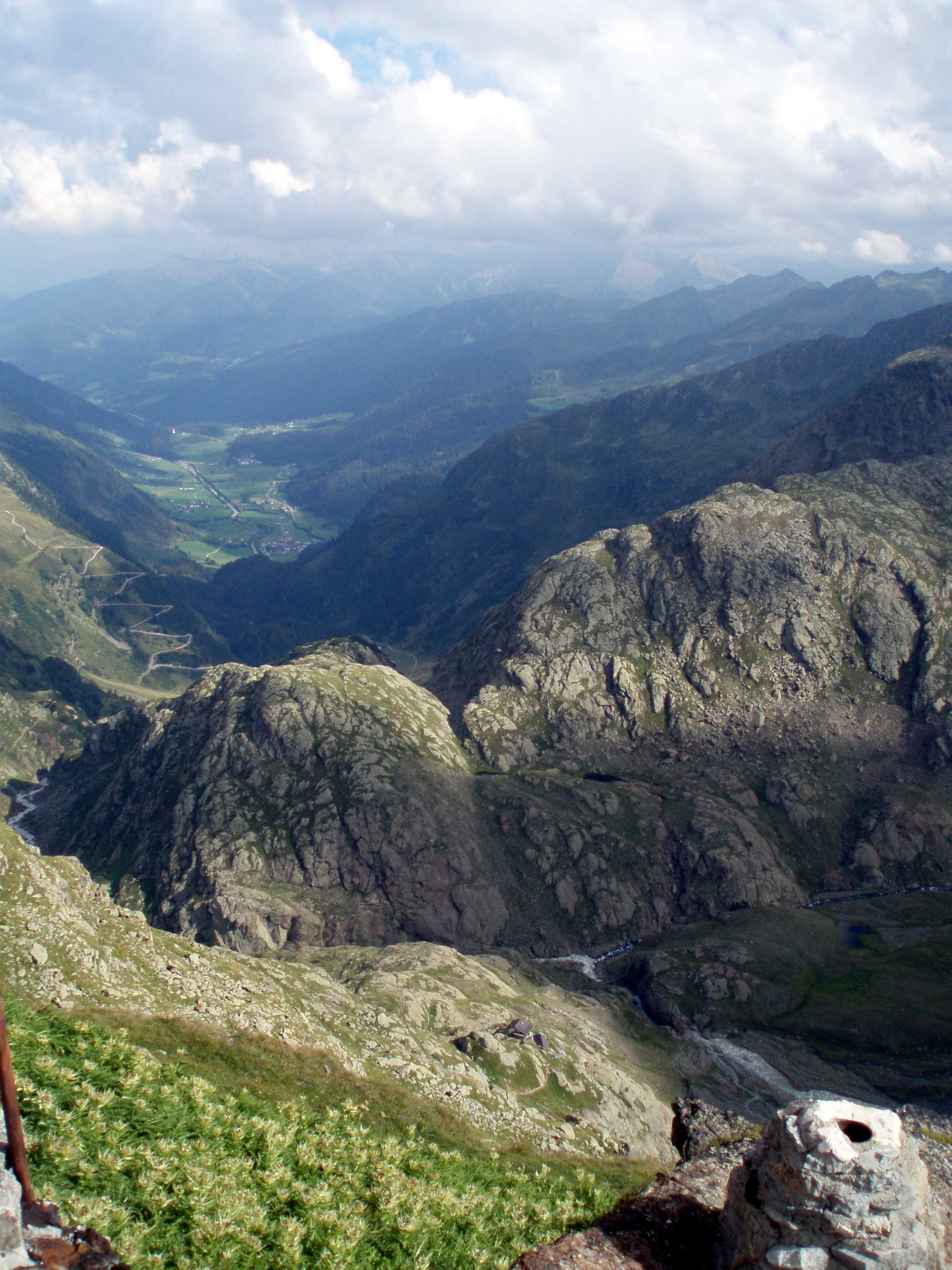
Blick von der Teplitzer Hütte in das obere Ridnauntal

Die Teplitzer Hütte (italienisch Rifugio Vedretta Pendente) ist eine Berghütte in den Stubaier Alpen in Südtirol. Sie liegt am Talende des Ridnauntals auf einer Höhe von 2586 m s.l.m.

## Geschichte
Eine erste, unbewirtschaftete Hütte an dieser Stelle wurde von 1887 bis 1889 von der Sektion Teplitz des DuÖAV erbaut. 1898 wurde sie durch einen zweistöckigen Neubau ersetzt, der nun auch bewirtschaftet wurde. Nach dem Ersten Weltkrieg enteignete der italienische Staat die Hütte und übergab sie der Grenzwache. 1979 wurde sie der Sektion Sterzing des CAI überlassen.
Zusammen mit 24 weiteren vom Staat enteigneten Schutzhütten ging die Teplitzer Hütte 1999 in das Eigentum der Autonomen Provinz Bozen – Südtirol über; mit Jahresende 2010 lief die Konzession zu deren Führung durch den CAI aus. Seit 2015 wird das Land Südtirol bei der Verwaltung der Hütte (Vergabe an Pächter, Überwachung der Führung, Sanierungsmaßnahmen) durch eine paritätische Kommission unterstützt, in der neben der öffentlichen Hand auch der AVS und der CAI vertreten sind.

## Wege

### Zustieg
Der Hüttenanstieg erfolgt aus dem Ridnauntal.

### Gipfelbesteigungen
- Wilder Freiger (3418 m), Gehzeit 5 Stunden
- Westlicher Feuerstein (3250 m), Gehzeit 3 Stunden
- Botzer (3251 m), Gehzeit 3½ Stunden
- Agglsspitze (3194 m), Gehzeit 2 Stunden
- Sonklarspitze (3444 m), Gehzeit 5½ Stunden

### Übergänge zu anderen Hütten
- Magdeburger Hütte (2423 m), über Magdeburger Scharte, Gehzeit 5 Stunden
- Nürnberger Hütte (2278 m), Gehzeit: 3½ Stunden
- Becherhaus (3191 m), Gehzeit: 3½ Stunden
- Müllerhütte (3148 m), Gehzeit: 3½ Stunden
- Grohmannhütte (2254 m), Gehzeit: 1 Stunde